# 大伊山梅花鹿岩画
大伊山梅花鹿岩画，位于江苏省连云港市灌云县大伊山，是中华人民共和国江苏省文物保护单位之一。共四处，第一处位于大山圩西侧“一人路”东侧。
1995年4月19日，授予江苏省文物保护单位，是一座石刻。
刻于元皇庆二年（1313）。岩画刻在一平整峭壁上，画面高1.1米、宽1.2米，分为鹿画和铭文两部分。鹿画采用阴线刻手法，刻于整个画面的右上部，鹿头顶双角为单枝、呈倒“八”字形，鹿身上刻圆点以表示点状斑纹，鹿尾很短。梅花鹿为慢走状，鹿高0.25米、长0.3米，线条清晰流畅。鹿画左侧（即鹿身后）为阴刻铭文，从右至左竖排7行，共47个字。每行字数、行距不等，字体为楷书，不规整；字径大小不等，最小的字径6厘米，最大的10厘米。个别字已漶漫不清。